# Puente romano (Niebla)
El puente romano es una infraestructura de origen romano situada en el municipio español de Niebla, en la provincia de Huelva. En la actualidad es utilizado por el tráfico rodado. De entre los puentes romanos de la península Ibérica, el de Niebla está considerado uno de los mejor conservados.

## Características
El puente habría sido construido en época romana como medio para sortear el río Tinto, en un contexto en que Niebla (Ilipa) constituía un destacado nudo de comunicaciones en la zona. Se ha relacionado esta infraestructura con la ruta romana que enlazaba Onuba con Hispalis. Se trata de un puente de ladrillo compuesto por nueve vanos, con una mezcla de bóvedas de medio punto, apuntadas o rebajadas. La estructura ha sufrido diversas alteraciones a lo largo de su historia. Actualmente, se encuentra en uso y presta servicio a la carretera N-472 a su paso sobre el río Tinto.